# Epipóle de Carystos
Pour les articles homonymes, voir Epipole.
Epipóle de Carystos, en grec moderne : Επιπόλη η Καρυστία, grec ancien : Ἐπιπολή, est, dans la mythologie grecque, une fille de Trachion, de Carystos sur l'île d'Eubée. Sous le déguisement d'un homme, elle part avec les Grecs contre Troie, mais lorsque Palamède découvre son sexe, elle est lapidée à mort par l'armée grecque.
Son histoire est relatée par Ptolémée Chennos, cité par Photios Ier de Constantinople dans sa Bibliothèque,.